# منتخب غواتيمالا لكأس ديفيز
منتخب غواتيمالا لكأس ديفيز (بالإسبانية: Equipo de Copa Davis de Guatemala)‏ هو ممثل غواتيمالا الرسمي في كرة المضرب في كأس ديفيز.